# Dos cristales

Dos Cristales es la sexta canción del disco Dile al sol, primero del quinteto donostiarra de La Oreja de Van Gogh.

## Acerca de la canción
La canción aparentemente habla sobre el bien y el mal, las dos maneras en las que se puede decidir el como hacer las cosas y que a veces no es fácil elegir una de ellas. Habla de un duende que podría tomarse como la forma metafórica a la que se refiere la conciencia.
La canción fue una de las primeras que el grupo maquetó, y estuvo incluida en la maqueta con la que ganaron el Concurso de Pop-Rock de San Sebastián en 1997.
- Datos: Q5674584